# Frauentorstraße 3 (Weimar)

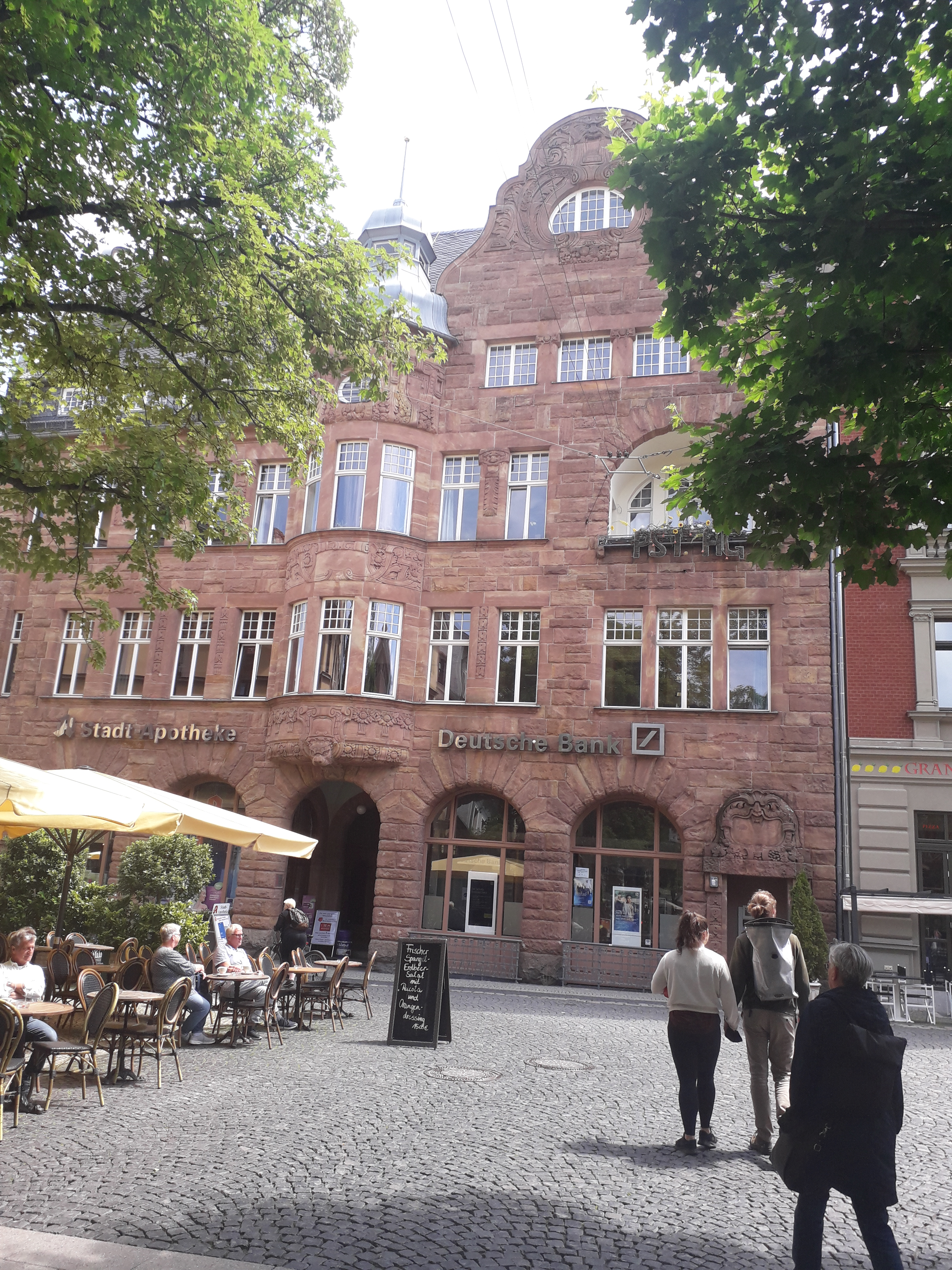
Bankhaus in der Frauentorstraße

In der Frauentorstraße 3 in Weimar unweit des Frauenplans befindet sich ein prächtiges Bankhaus des Jugendstils mit asymmetrisch angeordneten Türmchen, Erker und Balkon aus dem Jahre 1903/04. Zunächst von der Mitteldeutschen Landesbank, der Girozentrale für die Provinzen Sachsen, Thüringen und Anhalt bezogen. genutzt, dient es heute der Deutschen Bank. Außerdem befindet sich darin die Stadt-Apotheke und die PST.AG. Es besteht aus Sandstein. Der Entwurf kam von Ernst Spindler.  Auftraggeber war die Norddeutsche Grund-Credit-Bank. Dazu mussten drei Häuser abgerissen werden, um die Baufläche hierfür zu bekommen. Um 1900 hatte Wilhelm Hartan diese drei Häuser vor ihrem Abriss fotografiert. Verschont blieb davon nur das alte Haus Frauentorstraße 1. Sein Nachbar ist das kurz vor ihm errichtete Haus Puschkinstraße 1.
Vor dem Gebäude auf dem Gehwegpflaster sind zahlreiche Gedenksteine für Deportationsopfer eingelassen. Dem Sinn nach sind sie Stolpersteine, doch sind sie bereits Anfang der 1990er Jahre dort verlegt worden.
Dieses Gebäude steht auf der Liste der Kulturdenkmale in Weimar (Einzeldenkmale).